# جامعة هونغ كونغ المتعددة التقنية
جامعة هونغ كونغ المتعددة التقنية هي جامعة عامة تقع في هونغ كونغ في الصين. تعد الجامعة واحدة من المؤسسات الممولة من لجنة المنح الجامعية في الإقليم (UGC).
تأسست الجامعة كمدرسة للتجارة الحكومية في عام 1937 في مدينة وان تشاي كأول مؤسسة تكنولوجيّة تمولها الحكومة في مرحلة ما بعد الثانوية في هونغ كونغ. بعد الحرب العالمية الثانية، أصبحت المدرسة كلية هونغ كونغ التقنية، وفي عام 1957 افتتحت مقرًا جديدًا في هونغ هوم. في عام 1972 تم تأسيس الجامعة رسميًا. وكانت مهمتها توفير تعليم موجه مهنيًا لتلبية الحاجة إلى موظفين مؤهلين، في عام 25 نوفمبر 1994 حصلت الجامعة على موافقة من لجنة الجامعة ولجنة منح الفنون التطبيقية للاعتماد الذاتي لبرامج الدرجات، وتم تغيير اسمها إلى جامعة هونغ كونغ للفنون التطبيقية.
تتوفر الجامعة على هيئة تدريس ومجتمع طلابي دولي وقد طورت شبكة عالمية تضم أكثر من 440 مؤسسة في 47 دولة ومنطقة. وتقدم الجامعة 220 برنامجًا للدراسات العليا والجامعية وشهادات الدراسة الثانوية لأكثر من 32000 طالب كل عام، كما تعد أكبر مؤسسة للتعليم العالي ممولة من مجلس لجنة المنح الجامعية من حيث عدد الطلاب.